# Magnus (piwo)

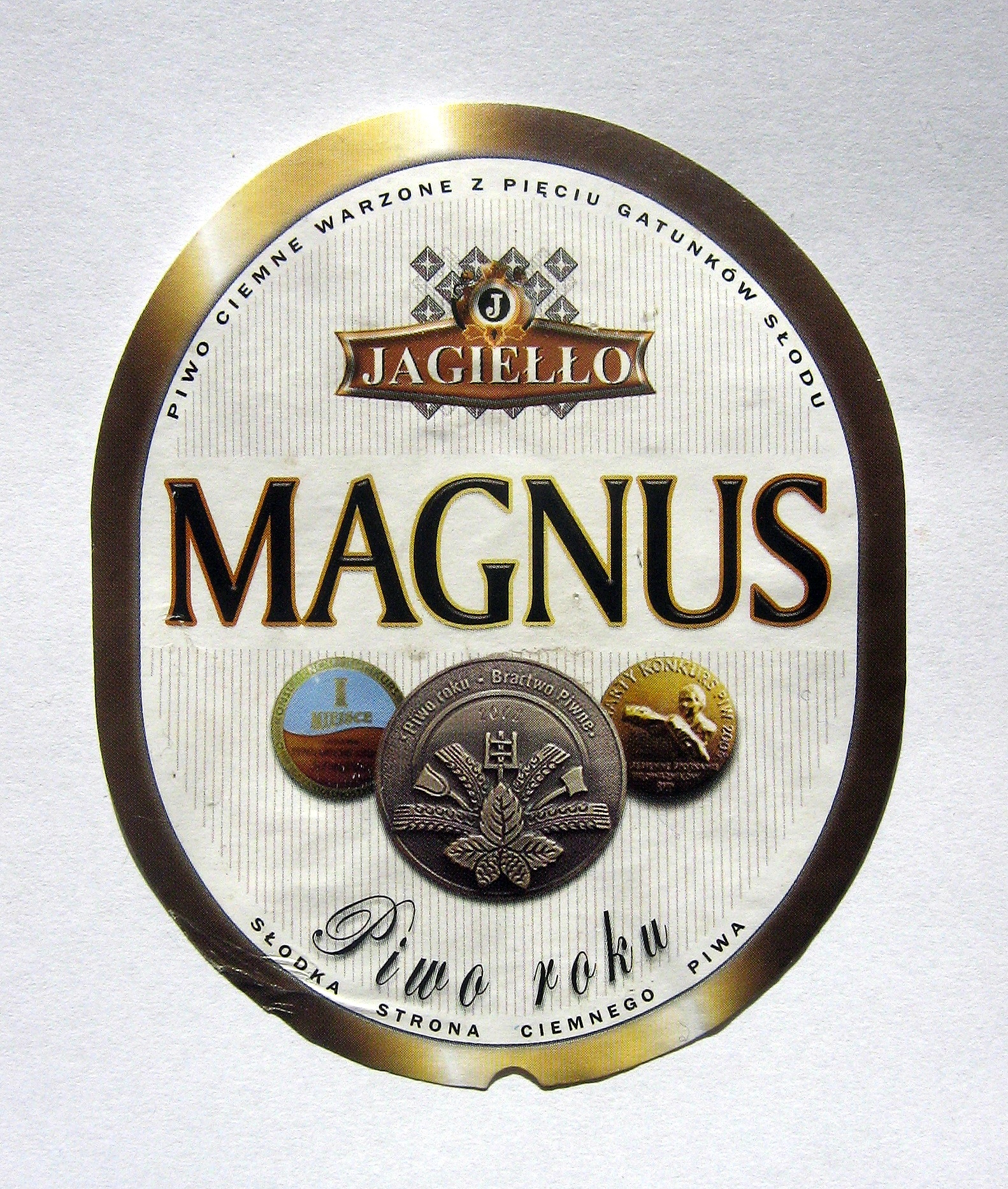
Etykieta piwa Magnus

Magnus – piwo ciemne dolnej fermentacji warzone i rozlewane w browarze Jagiełło. Piwo zadebiutowało na rynku polskim w roku 2007. Zawiera 14,2% wag. ekstraktu oraz 7% obj. / 5,25% wag. alkoholu. Warzone jest ze słodu jasnego pilzneńskiego, słodu monachijskiego, karmelowego jasnego, karmelowego ciemnego oraz barwiącego. Magnus dosładzany jest cukrem.

## Nagrody i wyróżnienia
- 2008: I miejsce w Konsumenckim Konkursie Piw Chmielaki Krasnostawskie 2008 w kategorii piwo ciemne mocne o zawartości ekstraktu w brzeczce 13,1–15,1 Blg
- 2008: I miejsce w Otwartym Konkursie Piw XVI Jesiennego Spotkania Browarników w Krakowie w kategorii piwo ciemne o zawartości ekstraktu w brzeczce 12,6–14,9 Blg
- 2008: Nagroda Piwo Roku przyznana przez Bractwo Piwne[1]